# مشهدی ممد فرزالیف
مشهدی ممد فرزالیف تولد ۱۸۷۲، مرگ ۱۹۶۲ خوانندهٔ محلی سنتی اهل کشور جمهوری آذربایجان بود.